# Джексон, Элли
Элеанор Кейт «Элли» Джексон (англ. Eleanor Kate "Elly" Jackson; 12 марта 1988, Лондон) — певица, автор песен группы La Roux.

## Биография
Младшая из двух дочерей, Элли родилась в семье творческих людей. Мать Труди Гудвин играла сержанта Акленд в сериале The Bill, а отец Кит Джексон, сыграв в нескольких постановках и на ТВ, стал домохозяином (он научил Элли играть на гитаре, когда ей было пять). Она говорит, что родители одобряли идею заниматься музыкой, пока она не начала действовать по полной.
Элли выросла в Лондоне и посещала религиозную школу. Семестр в её частной школе стоил 4430 фунтов. Элли играла в школьном театре.

## Карьера
Альбом La Roux принес 4 сингла, 5 клипов и гастроли по всему миру, она успела поучаствовать в нескольких микстейпах с Diplo и его проекте Major Lazer (основанного совместно с покинувшим проект в 2011 году диджеем DJ Switch), под названием Lazerproof.